# Christa Stewens

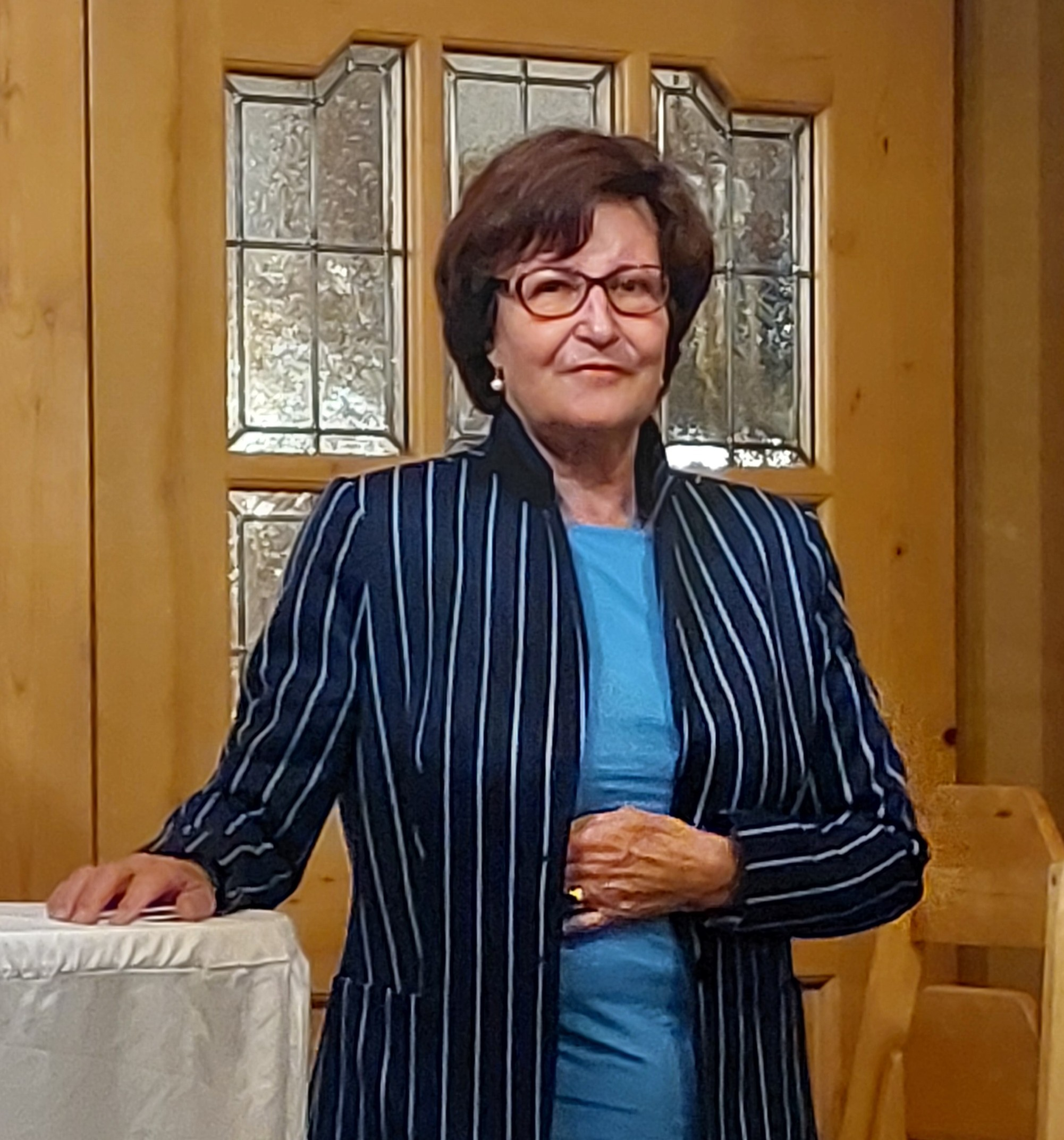
Christa Stewens (2024)

Christa Stewens (* 27. August 1945 in Altötting) ist eine deutsche Politikerin. Als Abgeordnete der CSU gehörte sie zwischen Oktober 1994 und Oktober 2013 dem Bayerischen Landtag an. Von 1998 bis 2008 war sie in verschiedenen Funktionen Mitglied der Bayerischen Staatsregierung und von 2007 bis 2008 zusätzlich stellvertretende Ministerpräsidentin in Bayern. Im April 2013 wurde sie zur Vorsitzenden der CSU-Fraktion im Bayerischen Landtag gewählt, bevor sie im Oktober 2013 von Thomas Kreuzer abgelöst wurde.

## Ausbildung und Beruf
Nach dem Besuch des Maria-Ward-Realgymnasiums in Nymphenburg von 1956 bis 1965 arbeitete Christa Stewens bis 1967 in einem Architekturbüro. Anschließend war sie als Hausfrau tätig.

## Politische Ämter
Von 1978 bis 2002 war sie als Gemeinderätin und zeitweise 2. Bürgermeisterin in ihrer Heimatgemeinde Poing, später auch als Kreisrätin im Landkreis Ebersberg aktiv, 1980 bis 1990 nahm sie die Aufgaben der Umweltpolitischen Sprecherin der CSU-Kreistags-Fraktion wahr. Von 1990 bis 1994 war sie oberbayerische Bezirksrätin und bis 2003 die Fraktionsvorsitzende der CSU-Kreistagsfraktion Ebersberg.
Seit 1994 ist sie Stimmkreis-Abgeordnete von Ebersberg (Oberbayern) und Mitglied des Bayerischen Landtages. 1994 bis 1998 war sie Verbraucherpolitische Sprecherin der CSU-Fraktion im Bayerischen Landtag und Mitglied in den Ausschüssen für Kommunale Fragen und innere Sicherheit, Landesentwicklung und Umweltfragen sowie im Arbeitskreis Gentechnik.
Von 1998 bis 2001 wirkte sie als Staatssekretärin im Bayerischen Staatsministerium für Landesentwicklung und Umweltfragen und war gleichzeitig (stellvertretendes) Mitglied des Bundesrates.
Im Januar 2001 wurde sie zur Bayerischen Staatsministerin für Arbeit und Sozialordnung, Familie und Frauen ernannt. Im Oktober 2007 erhob sie Ministerpräsident Günther Beckstein zu seiner Stellvertreterin.
Von Ministerpräsident Horst Seehofer wurde sie nicht erneut in die Staatsregierung berufen und schied daher im Oktober 2008 aus dieser aus.
Am 26. April 2013 folgte Stewens dem CSU-Fraktionsvorsitzenden im Landtag Georg Schmid, der kurz zuvor im Zuge der Verwandtenaffäre von seinem Amt zurückgetreten war. Nach der für die CSU gewonnenen Landtagswahl wurde sie im Oktober 2013 von Thomas Kreuzer im Amt abgelöst. Sie war die erste weibliche CSU-Fraktionsvorsitzende im Bayerischen Landtag.

## Ehrenämter

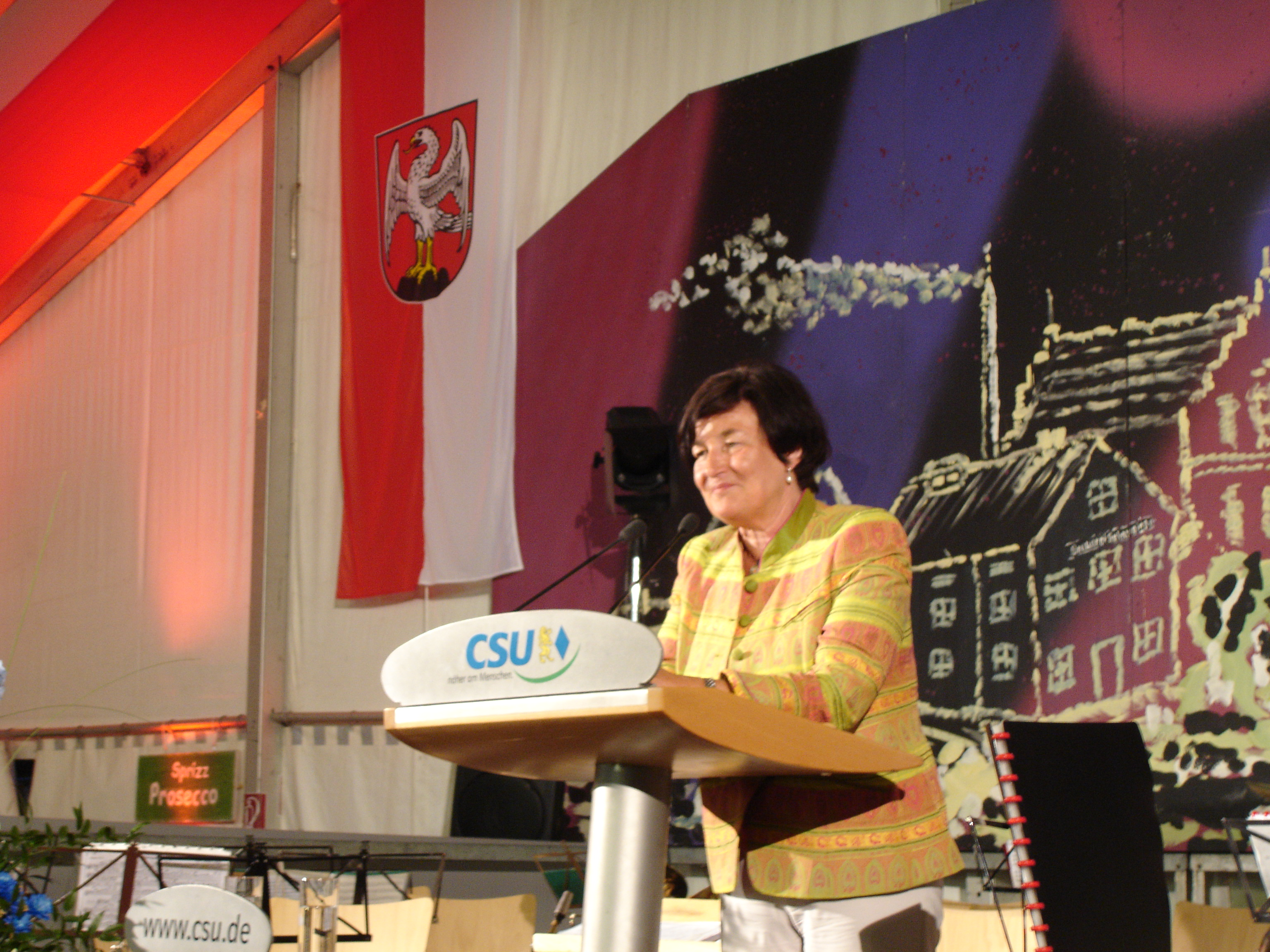
Christa Stewens in Markt Schwaben, 2009

Im Jahr 1972 trat sie der CSU bei. 1975 wurde sie die erste weibliche JU-Kreisvorsitzende in Bayern, dieses Amt hatte sie bis 1977 inne. Seit 2001 ist sie Mitglied im Parteivorstand und dort stellvertretende Landesvorsitzende des Arbeitskreises Umwelt, von 2003 bis 2011 Kreisvorsitzende der CSU Ebersberg.
Seit 1980 ist sie Vorsitzende der Leichtathletik-Gemeinschaft Sempt.
Von 1997 bis 2021 war Stewens ehrenamtliche Vorsitzende des Bayerischen Roten Kreuzes im Kreisverband Ebersberg. Im Jahr 2009 wurde sie zusätzlich zur Vorsitzenden des Bezirksverbandes Oberbayern des Bayerischen Roten Kreuzes gewählt, 2013 und 2017 erneut in der Wiederwahl bestätigt.
2006 übernahm sie als Ministerin für Gesundheit und Pflege die Schirmherrschaft über die Stiftung Ambulantes Kinderhospiz München-AKM, die bayernweit Familien mit lebensbedrohlich schwersterkrankten Un-, Neugeborene, Kinder, Jugendliche und junge Erwachsene multiprofessionell betreut. Die Schirmherrschaft über die Stiftung-AKM gilt für die Amtszeit der amtierenden Ministerin oder des amtierenden Ministers für Gesundheit und Pflege. Im Jahr 2008 übergab Christa Stewens die Schirmherrschaft an Christine Haderthauer, die sie 2013 an Melanie Huml weiterreichte. Seit 2008 ist Christa Stewens als aktives Kuratoriumsmitglied in der Stiftung-AKM tätig und setzt sich intensiv für die Nöte betroffener Familien ein. Außerdem ist sie Mitglied im Kuratorium des Kinderhilfswerk Plan International Deutschland.

## Ehrungen und Auszeichnungen
- 2003: Bayerischer Verdienstorden
- 2005: Schlesierschild
- 2007: Bayerische Verfassungsmedaille in Silber
- 2009: Verdienstkreuz am Bande der Bundesrepublik Deutschland
- 2009: Bayerische Verfassungsmedaille in Gold
- 2010: Ehrenbürgerin der Gemeinde Poing
- 2010: Goldenes Ehrenzeichen der  Kassenzahnärztlichen Vereinigung Bayerns für Verdienste um das Bayerische Gesundheitswesen
- 2011: Bayerische Staatsmedaille für Verdienste um die Umwelt
- 2012: Bayerische Staatsmedaille für Verdienste um die Gesundheit
- 2019: Päpstlicher Gregoriusorden (Komturdame)[5]

## Familie
Der Großvater von Christa Stewens war der deutsche Chemiker Ernst Telschow, Generalsekretär der Kaiser-Wilhelm-Gesellschaft und später der Max-Planck-Gesellschaft. Im Jahr 1965 heiratete sie Martin Stewens. Das Paar hat sechs Kinder und 24 Enkelkinder.